# Mikropalentologija
Mikropaleotologija je zasebna geološka poddisciplina koja se bavi izučavanjem mikroskopskih fosila koji se mogu pronaći u uzorcima stijena, a proučavaju se mikroskopom. Veliki zamah ta poddisciplina dobila je u prvoj polovici 20. stoljeća, kada se snažnije počela razvijati naftna geologija, odnosno proizvodnja nafte i plina.
U brojnim bušotinama starost stijena u podzemlju određivala se upravo na temelju pronađenog mikrofosilnog sastava, čime su se bavili mikropaleontolozi.